# Herbert Otto Gille

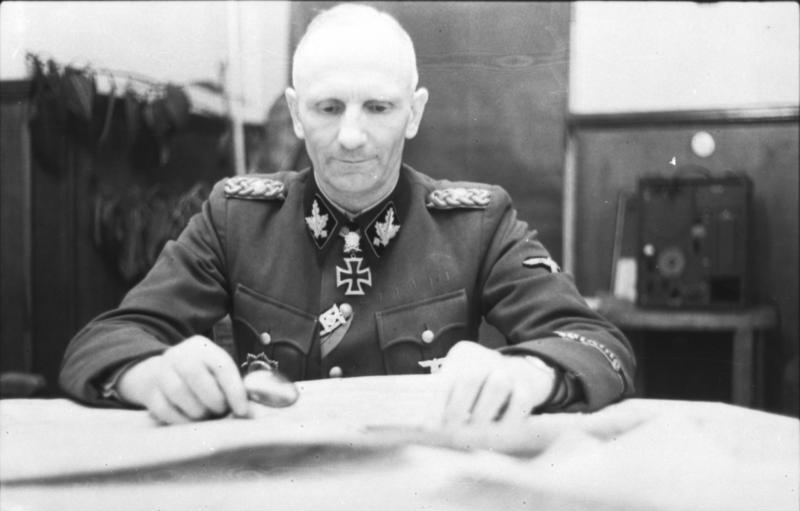
Gille im Frühjahr 1944, Aufnahme einer Propagandakompanie

Herbert Otto Gille (* 8. März 1897 in Gandersheim; † 27. Dezember 1966 in Stemmen) war ein deutscher SS-Obergruppenführer und General der Waffen-SS.

## Leben

### Frühe Jahre
Herbert Gille war der vierte Sohn des Fabrikanten Hermann Gille. Er besuchte von 1903 bis 1909 zunächst die Bürgerschule und dann das Gymnasium in seiner Heimatstadt. Seit seinem vierzehnten Lebensjahr gehörte er dem Kadettenkorps Bensberg an. Nachdem er 1914 zur Hauptkadettenanstalt Berlin-Lichterfelde versetzt und dort ausgemustert wurde, trat er als Fähnrich in das 2. Badische Feldartillerie-Regiment Nr. 30 in Rastatt ein. Im Ersten Weltkrieg wurde er zum neu aufgestellten Reserve-Feldartillerie-Regiment Nr. 55 versetzt, mit dem er im Dezember 1914 an die Front zog. Im Januar 1915 wurde er zum Leutnant befördert und in seinem Regiment als Zugführer, Batterieoffizier sowie zuletzt als Batterieführer eingesetzt. Für seine Leistungen erhielt Gille neben beiden Klassen des Eisernen Kreuzes und des Braunschweiger Kriegsverdienstkreuzes auch das Österreichische Militärverdienstkreuz III. Klasse. Nach dem Waffenstillstand von Compiègne kehrte er mit seinem Regiment in die Heimat zurück und kam Ende Januar 1919 kurzzeitig wieder zu seinem Stammregiment. Nach der Demobilisierung und Auflösung wurde Gille am 31. März 1919 aus dem Militärdienst verabschiedet.
Er lebte dann zunächst als Eleve auf dem Rittergut Betzigerode bei Kassel, war 1920/21 Verwalter auf dem Gut Bamhof und anschließend bis 1923 Verwalter auf einem Gut bei Abbesbüttel. 1922 trat Gille in den Stahlhelm ein, dem er bis 1926 angehörte. Von 1923 bis 1929 hatte er wechselnde Beschäftigungsverhältnisse auf Domänen und Rittergütern und betätigte sich dann bis 1931 als Reisender bei der Büssing AG. Am 25. Januar 1931 wurde er wegen Glücksspiels nach §§ 47, 248 RStGB zu 20 Reichsmark, ersatzweise vier Tagen Haft verurteilt.

### SS-Laufbahn
Zum 1. Mai 1931 trat er in die NSDAP ein (Mitgliedsnummer 537.337) und schloss sich im Dezember 1931 der SS an (SS-Nummer 39.854). Ab Januar 1933 führte er die Motorstaffel der 49. SS-Standarte in Braunschweig, die zur Motor-SS gehörte.
Am 20. April 1933 zum SS-Sturmführer befördert, übernahm er das Kommando über die 49. SS-Standarte und wurde in eine Intrige zum Sturz der Braunschweiger Regierung verwickelt, weshalb er am 20. Juli 1933 aus Partei und SS ausgeschlossen wurde. Ein Verfahren vor dem Parteigericht der NSDAP erreichte jedoch seine Wiederaufnahme in Partei und SS, und am 9. April 1934 wurde er als überzähliger SS-Führer z. b. V. zur 49. SS-Standarte versetzt. Gille, der die Aufnahme in die Reichswehr angestrebt hatte, schloss sich der am 14. Dezember 1934 aufgestellten SS-Verfügungstruppe an und übernahm am 17. Mai 1935 als SS-Obersturmführer die Verantwortung für die 11. Kompanie der SS-Standarte 2 „Deutschland“ in Ellwangen. Nach dem Besuch eines Lehrgangs an der Infanterieschule Döberitz kam Gille zum SS-Regiment „Germania“ in Arolsen, wo er am 15. Februar das Kommando über das II. Bataillon erhielt. Anlässlich des 48. Geburtstages Adolf Hitlers wurde Gille am 20. April 1937 zum SS-Sturmbannführer befördert.

### Zweiter Weltkrieg
Am 1. Juni 1939 wurde Gille mit der Aufstellung einer Artillerie-Abteilung für die SS-Verfügungsdivision betraut, nachdem er im Frühjahr 1939 an einem Artillerie-Lehrgang in Jüterbog teilgenommen hatte. Als Abteilungskommandeur der I. Abteilung des Artillerie-Regiments der Verfügungsdivision nahm Gille am Überfall auf Polen und am Westfeldzug teil, wo er die Spange zu seinen Eisernen Kreuzen aus dem Ersten Weltkrieg erhielt. Nachdem der von SS-Obergruppenführer Felix Steiner geführten SS-Division Wiking im November 1940 ein Artillerieregiment zugestanden wurde, übernahm Gille am 30. Januar 1941 im Range eines SS-Standartenführers das Kommando über dieses Regiment. In dieser Position nahm er am Überfall auf die Sowjetunion teil.
Am 1. Oktober 1941 wurde Gille zum SS-Oberführer befördert und erhielt am 28. Februar 1942 für seine Leistungen in den Rückzugsgefechten auf die Mius-Stellung (Schlacht um Rostow) das Deutsche Kreuz in Gold. Als Führer einer Vorausabteilung trug er zur erneuten Eroberung Rostows am 23. Juli 1942 bei und ermöglichte die Überquerung des Kubans. Dafür erhielt er am 28. Oktober 1942 das Ritterkreuz des Eisernen Kreuzes. Kurze Zeit später übernahm er von SS-Obergruppenführer Steiner das Kommando der SS-Division Wiking.
Bei dem Versuch in der Schlacht von Stalingrad, die eingeschlossene deutsche 6. Armee zu entsetzen, konnte Gilles Division mit Mühe die Südflanke der 4. Panzerarmee decken und den Rückzug auf den Don sichern. Der Fluss wurde am 5. Februar 1943 von der Division Wiking erreicht. In Rostow übernahm Felix Steiner wieder den Befehl über die Division. Gille, der am 1. Dezember 1942 zum SS-Brigadeführer und Generalmajor der Waffen-SS befördert worden war, fungierte als sein Stellvertreter.
In den Rückzugsgefechten nach der gescheiterten Offensive bei Kursk (Unternehmen Zitadelle) zeichnete sich Gille, der seit dem 1. Mai 1943 erneut die Wiking-Division kommandierte, wiederum aus. Seine Führungsqualitäten ermöglichten einen geordneten Rückzug der Division. Gille wurde mit dem Eichenlaub zum Ritterkreuz des Eisernen Kreuzes (315. Verleihung) ausgezeichnet.
Im Spätjahr 1943 wurde die SS-Division Wiking bei der Sicherung des Dneprs bei Tscherkassy eingesetzt. Gilles rücksichtslose Verteidigungstaktik trug zu den schweren Verlusten bei, die die SS-Division Wiking hinnehmen musste. Bei dem Versuch, eingedrungene Einheiten der Roten Armee zu vertreiben, wurden zwei Bataillone aufgerieben und ein Regimentskommandeur getötet. Am 9. November 1943 wurde Gille zum SS-Gruppenführer und Generalleutnant der Waffen-SS befördert.
Während der Korsun-Schewtschenkowsker Operation durchbrachen Ende Januar 1944 sowjetische Truppen südwestlich von Kiew die deutsche Frontlinie. Dadurch wurden zwei deutsche Armeekorps mit neun Divisionen und 54.000 Soldaten im sogenannten „Kessel von Tscherkassy“ eingeschlossen. Darunter befand sich auch die SS-Division Wiking. Nach drei Wochen gelang unter der Führung des Generals der Artillerie Wilhelm Stemmermann der Ausbruch von etwa 35.000 Soldaten aus dem Kessel, wobei schwere Waffen und Ausrüstung sowie eine Vielzahl an Verwundeten zurückgelassen wurden. Lediglich die Division Wiking und die ebenfalls eingeschlossene Sturmbrigade Wallonien waren noch als geschlossene Einheiten erkennbar.
Am 19. Februar 1944 erhielt Gille im Führerhauptquartier von Hitler die Schwerter zum Eichenlaub des Ritterkreuzes. Gleichzeitig begann sich die Lage im wenig später zum „festen Platz“ erklärten Kowel, das nur von schwachen deutschen Truppen gehalten wurde, zuzuspitzen. Am 16. März 1944 ließ sich Gille in die bereits von sowjetischen Truppen eingeschlossene Stadt einfliegen, um die dort eingeschlossenen Truppen selbst zu befehligen. Ein Entsatzangriff der 131. Infanterie-Division, der 4. und 5. Panzer-Division und der SS-Division Wiking schuf am 4. April 1944 eine Verbindung zu den deutschen Linien. Für die Verteidigung von Kowel erhielt Gille am 19. April 1944 von Hitler die Brillanten zum Ritterkreuz des Eisernen Kreuzes mit Eichenlaub und Schwertern verliehen.
Während die SS-Division Wiking aufgefrischt wurde, erhielt Gille am 8. August 1944 während des Zusammenbruchs der Heeresgruppe Mitte (Operation Bagration) das Kommando über das neu gebildete IV. SS-Panzer-Korps, mit dem er den sowjetischen Angriff auf Warschau aufhalten konnte. Für seine Abwehrerfolge wurde Gille am 9. November 1944 zum SS-Obergruppenführer und General der Waffen-SS befördert.
In der Schlacht um Budapest wurde Gilles IV. SS-Panzerkorps an Heiligabend 1944 zum Entsatz der von der Roten Armee eingeschlossenen Stadt nach Ungarn verlegt. Der Entsatzangriff begann am Neujahrstag 1945, blieb aber bereits nach wenigen Tagen aus Mangel an Treibstoff und Munition stecken. Ein zweiter Versuch kam etwa 20 Kilometer vor Budapest zum Stehen, weil die deutschen Angriffspitzen durch einen sowjetischen Gegenangriff beinahe abgeschnitten worden wären. Mit dem Befehlshaber der 6. Armee, General der Panzertruppe Hermann Balck, stritt sich Gille wenig später darüber, ob ein weiterer Vorstoß noch möglich gewesen wäre. Balck äußerte später die Vermutung, dass Gille von Heinrich Himmler zum „Retter von Budapest“ aufgebaut werden sollte.
Bis April 1945 versuchte die Armeegruppe Balck wiederholt, die sowjetischen Vorstöße zu stoppen und die Rote Armee zurückzuschlagen, während die Reserven immer weiter schwanden. Am 7. Mai setzte sich Gille mit seinem Korps in Richtung Österreich in Marsch, wo er sich tags darauf bei der Kapitulation der Wehrmacht mit einem Teil seiner Truppen in Radstadt in amerikanische Kriegsgefangenschaft begab.

### Nachkriegszeit
Bis Juni 1946 wurde Gille im Internierungslager Stuttgart-Zuffenhausen gefangengehalten, wo er Lagerführer war. Im Juni 1946 nach Nürnberg überführt, wurde jedoch auf seine Aussage im Nürnberger Prozess gegen die Hauptkriegsverbrecher verzichtet. Am 21. Mai 1948 wurde er entlassen und konnte zu seiner Familie nach Stemmen zurückkehren. Weil die SS im Nürnberger Prozess als verbrecherische Organisation eingestuft worden war, wurde Gille im Rahmen der Entnazifizierung im April 1949 zu einer Gefängnisstrafe von eineinhalb Jahren verurteilt. Dieses Urteil wurde jedoch vom Berufungsgericht aufgehoben. Gille wurde als entlastet in die Kategorie V eingestuft.
Nach Angaben des britischen Geheimdienstes gehörte er 1950 zur „Bruderschaft“, einer Vereinigung von Altnazis rund um den Exgauleiter Karl Kaufmann, die die junge Bundesrepublik Deutschland unterwandern wollte.
Gille war einer der Organisatoren der dezentral entstandenen Hilfsgemeinschaft auf Gegenseitigkeit der Angehörigen der ehemaligen Waffen-SS (HIAG). Ähnlich wie Otto Kumm in Hamburg baute er im Süden Niedersachsens eine regionale Organisation auf. 1951 gelangte er durch die Organisation eines Suchdienstes zu bundesweitem Einfluss. Ab 1953 gehörte er dem Präsidium der HIAG-Bundesverbindungsstelle an. Dabei strebten sowohl Gille als auch Paul Hausser und Felix Steiner keine eigenständige Organisation ehemaliger Angehöriger der Waffen-SS an. Stattdessen sollte eine gemeinsame Organisation mit ehemaligen Soldaten der Wehrmacht gebildet werden. Hintergrund war die Befürchtung, eine eigenständige Organisation könne als Nachfolgeorganisation der Waffen-SS verboten werden und die seitens der Veteranen der Waffen-SS vertretene Behauptung, sie seien „Soldaten wie andere auch“ gewesen, konterkarieren. Seit 1951 war Gille Mitglied im Präsidium des Verbands deutscher Soldaten (VdS), der eine Aufnahme ehemaliger Mitglieder der Waffen-SS befürwortete.
Im Juli 1953 hielt Gille eine Ansprache auf einem vom VdS organisierten Soldatentreffen in Hannover. Nach Einschätzung des Historikers Bert-Oliver Manig machte Gille in seiner „begeistert aufgenommene[n] Rede […] in der Sprache des Nationalsozialismus Versöhnungsangebote an die Bundesrepublik“. Eine nach der Kundgebung aufgenommene Fotografie zeigt Gille beim Händedruck mit Vizekanzler Franz Blücher (FDP). Der Historiker Karsten Wilke verweist auf eine beim Tag von Potsdam entstandene Aufnahme Hitlers und Hindenburgs und erkennt „unübersehbare Parallelen in der Bildstruktur“. Die vermutlich inszenierte und in Gilles Zeitschrift Wikingruf veröffentlichte Aufnahme zeige eine Neuauflage der „Bildpropaganda des Nationalsozialismus mit der ihr eigenen Symbolsprache in der Publizistik der HIAG“, so Wilke.
Die Zeitschrift Wikingruf war seit 1951 von Gille herausgegeben worden. Die Zeitschrift stellte den „pangermanischen“ Charakter der Waffen-SS heraus und knüpfte damit an nationalsozialistische Darstellungen der letzten Kriegsphase an. Insbesondere bei Offizierportraits und Kriegsberichten lassen sich in Stil, Wortwahl und Aufmachung Elemente erkennen, die in der SS-Zeitschrift Das Schwarze Korps benutzt wurden.
Bereits die Einrichtung der HIAG-Bundesverbindungsstelle 1953 war gegen den Willen Gilles erfolgt. Vermutlich im November 1955 verließ Gille die HIAG, nachdem weitere Entscheidungen zugunsten einer eigenständigen, bundesweiten Organisation getroffen worden waren. Um die Zeitschrift Wikingruf gab es bis zu ihrer Einstellung 1958 anhaltende Konflikte zwischen Gille und der HIAG, in deren Verlauf Gille finanzielle Unregelmäßigkeiten und kaufmännisches Unvermögen vorgeworfen wurden. Als Konkurrenzprodukt gab die HIAG ab 1956 die Zeitschrift Der Freiwillige heraus.
Am 26. Dezember 1966 starb Herbert Otto Gille an den Folgen eines Herzinfarkts.

### Familie
1927 verlobte sich Gille mit Sophie Charlotte Mennecke (* 31. Dezember 1903 in Stemmen), die er am 4. Januar 1935 heiratete. Am 9. Oktober 1935 wurde seine einzige Tochter geboren. Die Aufforderung des SS-Sippenamts, einen Ahnennachweis bis ins Jahr 1750 zu erbringen, missachtete Gille, womit er als einer der wenigen höheren SS-Führer über keinen „Ariernachweis“ verfügte.

### Weitere Auszeichnungen
- Medaille zur Erinnerung an den 13. März 1938
- Medaille zur Erinnerung an den 1. Oktober 1938 mit Spange Prager Burg
- SS-Dienstauszeichnung
- Ehrendegen des Reichsführers SS
- Totenkopfring der SS
- Finnisches Freiheitskreuz I. Klasse mit Schwertern
- Allgemeines Sturmabzeichen im Mai 1941
- Medaille Winterschlacht im Osten 1941/42 am 15. September 1942
- Verwundetenabzeichen (1939) in Silber
- Nennung im Wehrmachtbericht am 6. April 1944 und am 2. September 1944